# 커럽션
커럽션(La corruzione, Corruption)은 프랑스에서 제작된 마우로 볼로그니니 감독의 1963년 드라마 영화이다. 자크 페랭 등이 주연으로 출연하였다. 다른 제목으로 타락이 있다.

## 내용
신학교(神學校)를 나온 스테파노(페랑)는 강력하게 성직자를 지망한다. 그러나 큰 출판사를 경영하는 아버지(쿠니)는 자기의 뒤를 이어 달라고 한다. 어느날 아버지는 자식에게 요트놀이를 가자고 유인하고, 아름다운 여성 아드리아나(스카피노)가 동행한다. 젊은 스테파노는 그녀의 대담한 유혹을 물리치지 못하고 하룻밤 동침한다. 아버지는 그의 고백을 듣고, 이제 너는 성직자가 될 수 없으니 실업가(實業家)가 되라고 한다. 사원의 한 사람이 조그마한 과실 때문에 자살하자, 아버지는 돈으로 이 사건을 무마시킨다. 또한 아드리아나로부터 아버지의 명령으로 그를 유혹했음을 듣게 된다. 스테파노는 "나는 타락했다. 이제는 어쩔 수 없다"고 믿고, 절망적으로 실업가의 길을 선택한다.

## 감상
볼로니니는 <미친 정사(情事)>(1960) 등 탐미적인 경향의 작품을 발표하여 독자적인 지위를 구축했다. <타락>은 아버지와 아들의 대립을 통해서 타락이라고 하는 현대적인 테마를 그 나름의 화려한 터치로 그리고 있다. 1950년대 말부터 60년대 초에 걸쳐서 만들어진 대표작품의 하나다.

## 출연

### 주연
- 자크 페랭
- 알레인 커니
- 아이사 미란다
- 로잔나 쉬아피노